# Zulässige Regel
Eine Schlussregel heißt zulässig in Bezug auf einen Kalkül, wenn jede Formel des Kalküls, die in dem Kalkül mit Verwendung dieser Regel hergeleitet werden kann, bereits auch ohne Verwendung dieser Regel hergeleitet werden kann. 
Auf diese Weise lassen sich Gültigkeitsbeweise von Regeln durchführen: Ist eine Regel wie etwa die Schnittregel in einem Kalkül zulässig, also eliminierbar, so ist sie in dem Kalkül gültig.